# 岐阜県道482号新田飛騨国府停車場線
岐阜県道482号新田飛騨国府停車場線（ぎふけんどう482ごう しんでんひだこくふていしゃじょうせん）は、岐阜県高山市内を通る一般県道である。

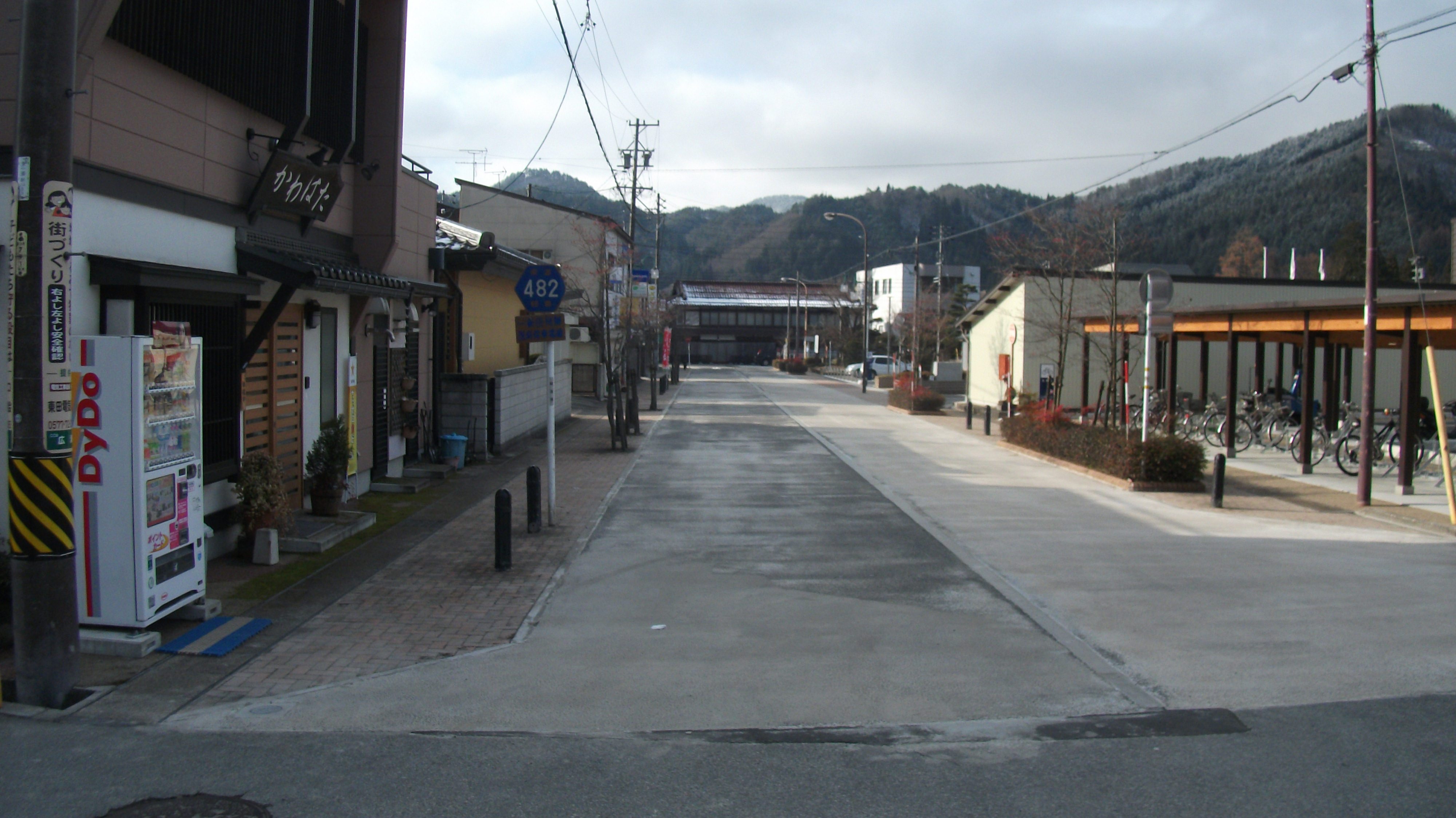
飛騨国府駅前

## 概要
岐阜県高山市国府町瓜巣新田を起点とし、同市国府町瓜巣にて岐阜県道471号谷高山線と合流。同市国府町名張で分かれて名張交差点で国道41号と交差、新広瀬橋を渡って新広瀬橋北交差点で岐阜県道476号古川国府線と合流。飛騨国府駅前で分かれて飛騨国府停車場が終点。冬季は同市国府町瓜巣の岩石採石場から先が通行止めとなる。起点から山側は未舗装狭隘路の林道（市道）で同市清見町牧ヶ洞へと続く。
以前はこの冬季通行止め区間にキャンプ等の学生が研修を行える施設が存在したが、現在は既に解体されており、新田地域にも居住者はいない。
また、起点の「新田」は同地域の開拓の際に名付けられた名前であるが、住所上は「岐阜県高山市国府町瓜巣（旧：岐阜県吉城郡国府町瓜巣）」で、道路にその名を残すのみとなっている。

### 路線データ
- 起点：岐阜県高山市国府町瓜巣新田
- 終点：飛騨国府停車場

## 沿革
- 1977年（昭和52年）2月27日 ： 認定[1]

## 地理

### 通過する自治体
- 岐阜県
  - 高山市

### 接続する道路
- 岐阜県道471号谷高山線（高山市国府町瓜巣 - 高山市国府町名張で重複）
- 国道41号国府バイパス（名張交差点）
- 岐阜県道476号古川国府線（新広瀬橋北交差点 - 飛騨国府駅前で重複）

### 周辺
- こくふ交流センター
- JR高山本線 飛騨国府駅
- 高山北商工会本所
- 高山市立国府小学校